# Умершие в августе 1941 года
Это список известных людей, соответствующих установленным критериям значимости (см. Википедия:Критерии значимости персоналий), умерших в августе 1941 года.
Причина смерти указывается лишь в исключительных случаях (убийство, самоубийство, гибель в результате военных действий, смертная казнь, ДТП или несчастные случаи). В остальных случаях — не указывается.

## 2 августа
- Василисин, Сергей Дмитриевич (31), участник Великой Отечественной войны, политрук роты 325-го стрелкового полка 14-й стрелковой дивизии 14-й армии Северного фронта. Герой Советского Союза, дата указа от 16.01.1942 (посмертно). Погиб в бою
- Миклей, Геннадий Валерьевич (33),Герой Советского Союза
- Сивко, Иван Михайлович (20), морской пехотинец, краснофлотец, стрелок 2-го добровольческого отряда моряков Северного флота, рядовой. Герой Советского Союза (посмертно). Погиб в бою.

## 3 августа
- Акель, Фридрих (59), эстонский государственный деятель, дипломат, врач. Государственный старейшина Эстонии (1924), министр иностранных дел (1923—1924, 1926—1927, 1936—1938). Расстрелян органами НКВД.
- Алексеенко, Илья Прокофьевич, советский военачальник, генерал-майор танковых войск. Командующий 5-м механизированным корпусом Погиб от ран, полученных в бою
- Кульчицкий, Людвиг Станиславович (75), польский революционер, социолог и политический деятель.

## 4 августа
- Бабич, Михай (57), венгерский поэт, писатель и переводчик. Умер от рака.
- Витте, Альфред (63), немецкий астролог, создатель Уранической астрологии, самоубийство.
- Груленко, Михаил Васильевич, советский партийный работник.
- Дейч, Лев Григорьевич (85), деятель российского и международного социалистического движения, один из лидеров меньшевизма.
- Качалов, Владимир Яковлевич (51), советский военачальник, командующий 28-й армией, генерал-лейтенант. Погиб в бою.
- Кокорин, Анатолий Александрович,Герой Советского Союза.
- Любавин, Пётр Митрофанович, партийный деятель Советской Украины, бригадный комиссар. Погиб в бою или застрелился при угрозе плена.
- Савояров, Михаил Николаевич (64), российский автор-куплетист, композитор, поэт, мим-эксцентрик. Умер от разрыва сердца во время бомбёжки.

## 5 августа
- Борисов, Александр Михайлович (24) — участник Великой Отечественной войны. Командир танка 2-го танкового батальона 1-го танкового полка 1-й танковой дивизии 14-й армии Северного фронта. Старший сержант. Герой Советского Союза. умер от ран, полученных в бою.
- Зыбин, Семён Петрович (46) — советский военачальник, комбриг, командир 37-й стрелкового корпуса. Погиб в бою.
- Матиясевич, Михаил Степанович (63), российский и советский военачальник.
- Прудников, Алесь (31), белорусский советский поэт. Двоюродный брат писателя Павла Прудникова. Погиб в бою.
- Пшеницкий, Андрей (Анджей) Павлович (71), польский инженер-строитель, автор многочисленных мостов и других стальных конструкций, автор Дворцового моста в Санкт-Петербурге.
- Турунов, Иван Евдокимович (43), советский военачальник, в начальный период Великой Отечественной войны командир 169-й стрелковой дивизии, генерал-майор, погиб на фронте.

## 6 августа
- Доний, Захар Афанасьевич (27) — участник Советско-финская войны, командир взвода связи 124-го гаубичного артиллерийского полка 7-й армии Северо-Западного фронта, старшина. Герой Советского Союза (1940). Погиб на фронте.
- Курбатов, Иван Петрович (22) — Герой Российской Федерации.
- Леонидов, Леонид Миронович(68), российский и советский актёр и режиссёр, артист Московского Художественного театра (с 1903 года), народный артист СССР (1936), доктор искусствоведения (1939).
- Шестопалов, Николай Михайлович (45), советский военачальник, генерал-майор танковых войск, командир 12-го механизированного корпуса, погиб от ран в плену

## 7 августа
- Буш, Николай Адольфович (71), русский ботаник конца XIX — начала XX века, член-корреспондент Российской академии наук (с 1920)
- Муссолини, Бруно (23), второй сын Бенито Муссолини и Ракеле Муссолини, пилот ВВС, генеральный директор авиакомпании «Лати». Погиб в авиакатастрофе.
- Тагор, Рабиндранат (80), индийский писатель, поэт, композитор, художник, общественный деятель, автор гимнов Индии и Бангладеш, лауреат Нобелевской премии по литературе (1913).

## 8 августа
- Груленко, Михаил Васильевич (37) — советский государственный и партийный деятель, 1-й секретарь Станиславского областного комитета КП(б) Украины (1939—1941), убит в бою.
- Крсманович, Бранко (25), югославский партизан, участник Гражданской войны в Испании и Народно-освободительной войны Югославии. Народный герой Югославии (посмертно). Погиб в бою.
- Лабинский, Андрей Маркович (69), русский и советский оперный и камерный певец, лирико-драматический тенор. Заслуженный артист РСФСР. Погиб при бомбёжке.

## 9 августа
- Верзин, Сергей Владимирович, советский военный деятель, генерал-майор.
- Крымов, Василий Петрович, советский военачальник, полковник, командир 44-й танковой дивизии 18-го механизированного корпуса. Умер от ран в немецком плену.
- Соловьёв, Иван Михайлович (47), священник, святой Русской православной церкви, умер в советском исправительно-трудовом лагере.

## 10 августа
- Изенбек, Фёдор Артурович (50), живописец, график, полковник (1919). Умер в Брюсселе.

## 11 августа
- Адамски, Херберт[англ.] (31), немецкий гребец, Чемпион летних Олимпийских игр в Берлине (1936)[1].
- Магон, Эрман Яковлевич (41) советский военачальник, генерал-майор, в начальный период Великой Отечественной войны командовал 45-м стрелковым корпусом. Погиб в бою.

## 12 августа
- Фримен-Томас, Фримен, 1-й маркиз Уиллингдон (74), генерал-губернатор Канады (1926—1931), вице-король Индии (1931—1936)

## 13 августа
- Барт, Соломон Веньяминович (56), русский поэт еврейского происхождения. Умер от истощения в варшавском гетто.
- Битюцкий, Пётр Семёнович (28) — политрук Рабоче-крестьянской Красной Армии, участник Великой Отечественной войны, военный комиссар эскадрильи 66-го штурмового авиаполка 15-й смешанной авиадивизии Юго-Западного фронта. Герой Советского Союза (посмертно). Погиб в бою.
- Блэктон, Джеймс Стюарт — англоамериканский режиссёр, кинопродюсер и один из основателей фирмы Vitagraph Погиб в автокатастрофе.

## 14 августа
- Гломбиньский, Станислав (79), польский экономист, юрист, педагог, публицист, общественный и государственный деятель. Министр иностранных дел Польши (1918). Умер в советской тюрьме.
- Кольбе, Максимилиан (47), католический польский священник-францисканец, погибший в Освенциме святой мученик, добровольно пошедший на смерть ради незнакомого ему человека.
- Магон, Эрман Яковлевич (41), советский военный деятель, Генерал-майор.
- Сабатье, Поль (86), французский химик, лауреат Нобелевской премии по химии за 1912 год.

## 15 августа
- Александр Борисов (24),Герой Советского Союза.
- Дорофей Левченко (29), капитан Рабоче-крестьянской Красной Армии, участник боёв на озере Хасан и Великой Отечественной войны, Герой Советского Союза.
- Иван Никитин (26),Герой Советского Союза.
- Пап, Павле (27), югославский студент-медик еврейского происхождения, партизан времён Народно-освободительной войны Югославии. Народный герой Югославии.

## 16 августа
- Адомаускас, Людас (61), литовский политический деятель, председатель Народного Сейма Литовской Республики (1940), расстрелян.
- Булат, Андрей Андреевич (68), литовско-русский юрист, политический деятель, публицист, расстрелян нацистами

## 17 августа
- Баталов, Фёдор Алексеевич (40), советский офицер, В годы Великой Отечественной войны — командир стрелкового батальона 437-го стрелкового полка 154-й стрелковой дивизии 21-й армии Западного фронта, капитан. Герой Советского Союза. Погиб в бою
- Дюлак, Пол[фр.] — французский актёр
- Паич, Винко (29), югославский партизан Народно-освободительной войны, Народный герой Югославии Шпосмертно). Погиб от ран, полученных в бою в тюрьме усташей.
- Петровский, Леонид Григорьевич (44), советский военачальник, генерал-лейтенант, командир 63-го стрелкового корпуса 21-й армии. Погиб в бою.
- Соколов, Александр Дмитриевич (43), советский военачальник, комдив, участник Первой мировой, Гражданской, Советско-финской и Великой Отечественной войн, командир 16-го механизированного корпуса. Погиб в немецком плену.
- Эккерт, Фердинанд Фердинандович (76), чешско-российский валторнист, дирижёр, музыкальный педагог и композитор.

## 18 августа
- Гавриил (Красновский) (55) — епископ Русской православной церкви, епископ Клинский, викарий Московской епархии. Расстрелян по приговору Запорожского областного суда. Реабилитирован посмертно.
- Чистяков, Владимир Иванович (50), советский военачальник, генерал-майор, командир 24-го механизированного корпуса, умер от ран в госпитале.

## 19 августа
- Куница, Семён Андреевич (27) Герой Советского Союза.
- Лякин, Иван Петрович (29) Герой Советского Союза.
- Никонов, Евгений Александрович (20) моряк, матрос, Герой Советского Союза, (посмертно). Замучен немецкими оккупантами.
- Юсупов, Гайса Галиакберович (36) советский башкирский поэт и военный врач.

## 20 августа
- Большаков, Никифор Григорьевич — старший лейтенант Рабоче-крестьянской Красной Армии, участник советско-финской и Великой Отечественной войн, Герой Советского Союза (1940). Пропал без вести
- Бэрд, Джон, 1-й виконт Стоунхейвен (67) — британский государственный деятель, генерал-губернатор Австралии (1925—1931).
- Рафн, Герхард (50), датский скрипач.
- Сванидзе, Александр Семёнович, грузинский старый большевик и историк. расстрелян органами НКВД

## 21 августа
- Ковац, Пётр Семёнович, старший лейтенант Рабоче-крестьянской Красной Армии, участник Великой Отечественной войны, Герой Советского Союза (посмертно).
- Ходжа Нияз, единственный президент Восточно-Туркестанской Исламская республики (1933—1934). Убит в китайской тюрьме.

## 22 августа
- Кротов, Борис Андреевич (43), командир 134 -го кавалерийского полка 28-й кавалерийской дивизии Резервной армии Южного фронта, майор. Герой Советского Союза (посмертно). Погиб от полученных в бою ран.
- Кусонский, Павел Алексеевич (61) русский военный и политический деятель, генерал-лейтенант. Погиб в нацистском лагере.

## 23 августа
- Али Назим (34), азербайджанский советский критик и литературовед. Репрессирован. Расстрелян органами НКВД. Реабилитирован посмертно.
- Хватов, Иван Александрович (20), Герой Советского Союза.

## 24 августа
- Врунч, Франьо (31) — югославский словенский партизан, участник Народно-освободительной войны Югославии, Народный герой Югославии; расстреляна немецкими оккупантами.
- Слава Клавора (20), югославская словенская партизанка, Народный герой Югославии (посмертно). Расстреляна немецкими оккупантами.
- Панкратов, Александр Константинович (24), младший политрук танковой роты, Герой Советского Союза (посмертно), первым в истории закрыл своим телом вражеский пулемёт.
- Славко Шландер (31), югославский словенский партизан времён Народно-освободительной войны, Народный герой Югославии, расстреляна немецкими оккупантами.

## 26 августа
- Васильев, Александр Макарович (25), участник советско-финской и Великой Отечественной войн. Герой Советского Союза (1940), младший лейтенант, погиб в бою.
- Стеженский, Леонид Васильевич (73), русский архитектор, мастер модерна
- Эшерих, Георг (71), германский политик, член «Земельного охотничьего совета», инспектор водного и лесного хозяйства, активист Баварской народной партии (БНП).
- Якоби, Пётр Николаевич (63), русский правовед и поэт. Репрессирован. Умер в заключении.

## 27 августа
- Аояма, Мицуко (67), одна из первых японок, эмигрировавших в Европу, после того как стала женой австрийского дипломата Генриха фон Куденхове-Калерги.

## 28 августа
- Бочкарёв, Владимир Борисович (32), советский дипломат, уполномоченный ЦК ВКП(б) и СНК СССР в Эстонской ССР. Погиб.
- Вдовенко, Иван Тимофеевич (20), советский военный лётчик, участник Великой Отечественной войны Герой Советского Союза (посмертно). Погиб в бою.
- Гомоненко, Никита Васильевич (27), лейтенант Рабоче-крестьянской Красной Армии, участник Великой Отечественной войны, Герой Советского Союза (посмертно). Погиб в бою.
- Евдокимов, Иван Васильевич (54), русский писатель, искусствовед.
- Инге, Юрий Алексеевич (35), русский поэт и прозаик. Погиб на корабле «Валдемарас» во время перехода эскадры Краснознамённого Балтийского флота из Таллина в ленинградский морской порт Кронштадт.
- Алексей Кузнецов (40), участник Великой Отечественной войны, Герой Советского Союза.
- Лауристин, Йоханнес Хансович (41), эстонский революционер, политик и писатель, советский государственный деятель. Первый председатель Совета Народных Комиссаров Эстонской ССР (1940—1941). Подорвался на мине.
- Нгуен Ван Кы (29), вьетнамский революционер, генеральный секретарь Коммунистической партии Индокитая в 1938—1940 годах. Казнён французскими колониальными властями.
- Топольский, Виталий Тимофеевич (23), участник Великой Отечественной войны, Герой Советского Союза.
- Ха Хюи Тап (35), вьетнамский революционер, генеральный секретарь Коммунистической партии Индокитая в 1936—1938 годах. Казнён французскими колониальными властями.

## 29 августа
- Туган-Мирза-Барановский, Давид Иванович (60), офицер Русской императорской армии и Белого движения. Умер в Польше.

## 30 августа
- Бабаев Хивали (39) — советский государственный и партийный деятель, председатель Президиума Верховного Совета Туркменской ССР.
- Неретин, Василий Иванович, советский военачальник, генерал-майор (1940), командир 151-й стрелковой дивизии 1 формирования, командир 266-й стрелковой дивизии. Погиб на фронте
- Сеник, Емельян — Один из руководящих деятелей Организации украинских националистов. Убит при невыясненных обстоятельствах.
- Сциборский, Микола (44), украинский национальный деятель, один из руководителей Организации украинских националистов (с 1929), публицист и теоретик украинского национализма. Убит при невыясненных обстоятельствах.

## 31 августа
- Геттнер, Альфред (82), немецкий географ, основной теоретик и основатель хорологической научной школы
- Цветаева, Марина Ивановна (48), русский поэт, прозаик, переводчик, один из крупнейших русских поэтов XX века; самоубийство.